# Andreas Stegemann

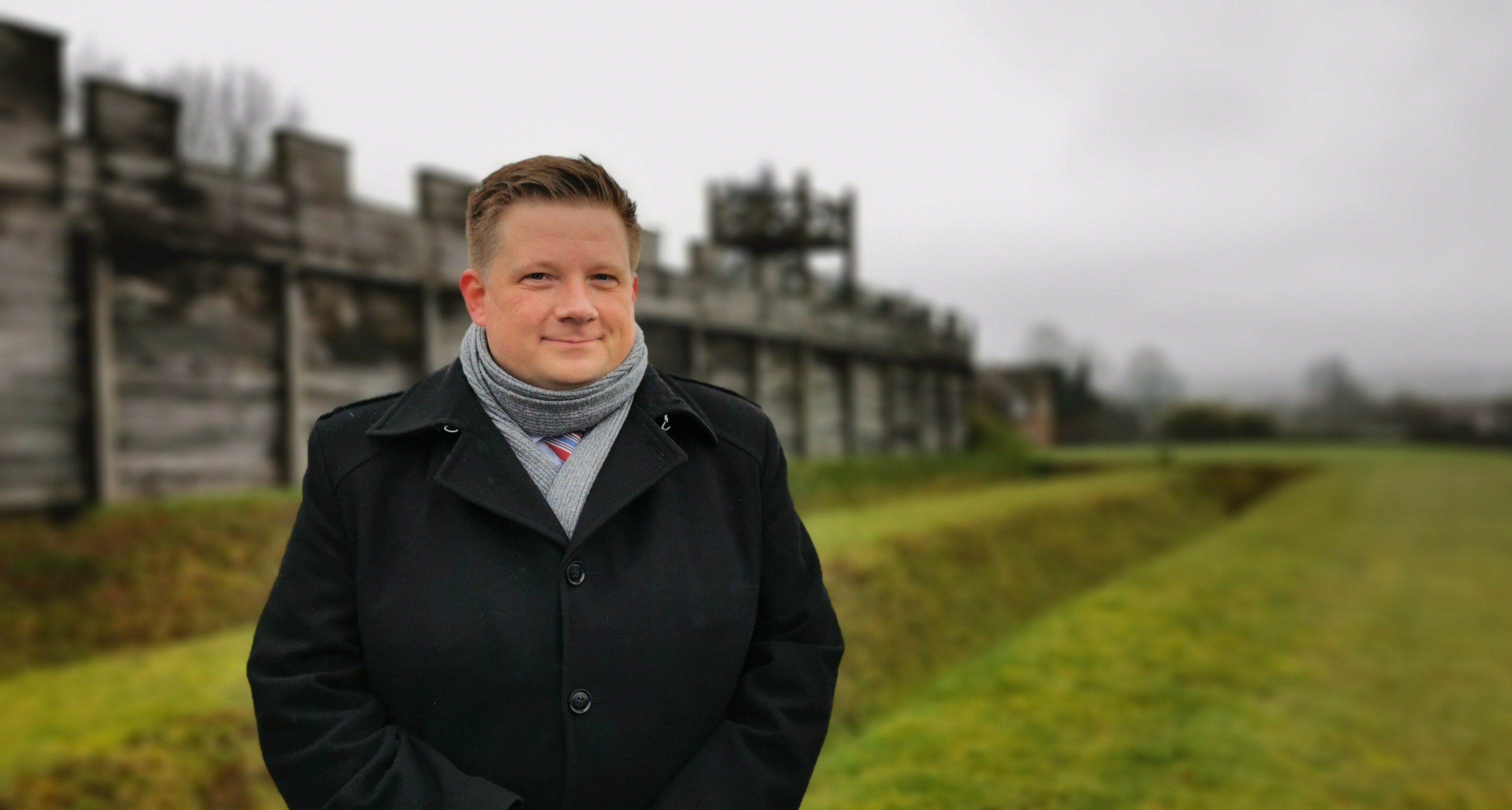
Andreas Stegemann (2021) vor der Umwehrungsanlage an der LWL -Römerbaustelle Aliso

Andreas Stegemann (* 1980 in Haltern) ist ein deutscher Jurist, Kommunalpolitiker (CDU) und seit 2020 Bürgermeister der Stadt Haltern am See.

## Leben und Wirken
Andreas Stegemann wurde in Haltern am See geboren und wuchs dort auf. Nach seiner Schulausbildung in Haltern studierte er Rechtswissenschaften an der Westfälischen Wilhelms-Universität in Münster und begann nach seinem Referendariat seine Arbeit als Rechtsanwalt in einer Kanzlei in Recklinghausen.
Bei der Kommunalwahl in Nordrhein-Westfalen 2020 kandidierte Stegemann auf Vorschlag der CDU für das Amt des Bürgermeisters seiner Heimatstadt Haltern am See und wurde am 13. September 2020 im ersten Wahlgang mit 53,66 Prozent der Stimmen gewählt. Stegemann trat sein am Amt am 1. November 2020 an und wurde am 3. November 2020 vor dem Rat der Stadt vereidigt. Er folgte Bodo Klimpel (CDU) nach, der zum Landrat des Kreises Recklinghausen gewählt worden und nicht erneut als Bürgermeister zur Wahl angetreten war.
Stegemann lebt in Haltern am See, ist verheiratet und Vater von drei Kindern.